# Cryptobranchoidea
Cryptobranchoidea – podrząd płazów ogoniastych, do którego zaliczane są najprymitywniejsze współcześnie żyjące płazy ogoniaste.
Formy dorosłe nie posiadają skrzeli. Niektóre gatunki mają jedną szczelinę skrzelową. Szczątki kopalne spotykane są od górnej jury.

## Systematyka
Do podrzędu tego zalicza się dwie rodziny:
- Cryptobranchidae – skrytoskrzelne
- Hynobiidae – kątozębne